# Zapora Nurecka
Zapora Nurecka (tadżycki: Нерӯгоҳи обии Норак, Nerūgohi obii Norak) – druga co do wysokości zapora wodna na świecie, mierząca 304 m, zlokalizowana w głębokim wąwozie na rzece Wachsz w Tadżykistanie. Usytuowana jest ok. 75 km na wschód od stolicy Tadżykistanu, Duszanbe. W odległości ok. 3 km od zapory znajduje się miasto Nurek (Norak). Przy zaporze znajduje się elektrownia wodna o mocy ok. 3000 MW. Wody zbiornika są wykorzystywane do nawadniania ok. 650 tys. ha pól.
Także na rzece Wachsz, od roku 1976 budowana jest zapora Rogun, planowana na 335 metrów wysokości.

## Konstrukcja zapory
Zapora nurecka została wybudowana przez ZSRR w latach 1961–1980. Jest to nietypowa budowla ziemna z centralnym rdzeniem uformowanym z cementu. Suchy cement, pod wpływem działającego na niego ciśnienia i wilgoci, uzyskał odpowiednią wytrzymałość wiążąc wodę zawartą w gruncie (technologia podobna jak przy wykonywaniu bezpośrednio w gruncie ubijanych pali fundamentowych). Na tak uformowanym rdzeniu została usypana grobla ze skał, kamieni i ziemi o wysokości 304 m i długości 704 m. Objętość materiału skalnego, wykorzystanego do budowy zapory, wynosi ok. 54 mln m3.

## Elektroenergetyka
Nurecka Elektrownia Wodna stanowi ważny element tadżyckiej infrastruktury elektroenergetycznej. W jej skład wchodzi 9 turbin, każda o mocy 335 MW. Pierwsza została oddana do użytku w 1972 roku, natomiast ostatnia w 1979 roku.